# Seznam estonskih jezikoslovcev
Seznam estonskih jezikoslovcev

## A
- Johannes Aavik (1880 - 1973)
- Nicolai Anderson (1845 - 1905)
- Paul Ariste (1905 - 1990)

## B
- Jan Niecisław Baudouin de Courtenay (1845 - 1929)

## D
- Aleksander Duličenko (1941 -)

## H
- Jakob Hurt (1839 - 1906)

## J
- Carl Robert Jakobson (1841–1882)
- Johann Voldemar Jannsen

## K
- Ago Künnap (1941 -)

## L
- Märt Läänemets (1962 -) (orientalist)
- Jurij Mihajlovič Lotman (1922 - 1993)
- Maria-Kristiina Lotman (1974 -)

## M
- (Linnart Mäll) - orientalist

## N
- Pent Nurmekund (1905 - 1997)

## P
- Jaan Puhvel (1932 -) (indoevropeist)

## R
- Mart Rannut (1959 -)
- Ülle Rannut (1957 -)
- Ingrid Rüütel (1935 -) (filologinja in folkloristka)

## V
- Mihkel Veske (1843 - 1890)

## W
- Ferdinand Johann Wiedemann (1805 - 1887)